# Краснополец
Краснопо́лец — деревня в Торопецком районе Тверской области. Входит в состав Плоскошского сельского поселения.

## География
Деревня расположена в 9 км (по автодороге — 13 км) к северо-востоку от посёлка Плоскошь. Ближайшие населённые пункты — деревни Захоломье, Врево и Курово.

## История
До 2005 года деревня входила в состав Краснополецкого сельского округа.

## Климат
Деревня, как и весь район, относится к умеренному поясу северного полушария и находится в области переходного климата от океанического к материковому. Лето с температурным режимом +15…+20 °С (днём +20…+25 °С), зима умеренно-морозная −10…-15 °С; при вторжении арктических воздушных масс до −30…-40 °С.
Среднегодовая скорость ветра 3,5-4,2 метра в секунду.

## Население
| 2010 |
| ---- |
| 32   |

Национальный состав
Согласно результатам переписи 2002 года, в национальной структуре населения русские составляли  91% от жителей.